# Metro AG
Metro AG là tập đoàn của các công ty bán sỉ và bán lẻ Đức. Tập đoàn có trụ sở chính ở Düsseldorf, Đức. Tổng số nhân viên là 300.000 người trong số đó có 110.000 người ở Đức (tháng 12 năm 2011 ). Theo thông tin trên trang Metro Việt Nam Lưu trữ ngày 9 tháng 5 năm 2006 tại Wayback Machine, Metro, hoạt động tại 33 nước, lớn đứng thứ ba ở Âu Châu và thứ tư trên thế giới. Otto Beisheim – tỷ phú, doanh nhân Đức (sinh 1924), sáng lập tập đoàn năm 1964.

## Quy mô
Nếu tổng cộng toàn bộ doanh số của các bộ phận, METRO là hãng bán lẻ thứ hai ở Châu Âu, sau Carrefour của Pháp.
Nếu phần bán hàng tại kho (hoạt động mang lại doanh số lớn nhất) không được coi là bán lẻ thì hãng còn đứng sau Tesco và một vài hãng bán lẻ khác ở Châu Âu.

## Các bộ phận bán hàng
- - Metro and Makro Cash and Carry (các cửa hàng của Makro ở Anh và những quốc gia Châu Âu đã chuyển sang tay hãng SHV năm 1998): mang lại gần nửa doanh thu năm 2004, là bộ phận có mặt ở tất cả các quốc gia mà hãng hoạt động.
  - Real: hệ thống siêu thị với 265 cửa hàng ở Đức và 34 ở một số nước khác năm 2005.
  - Extra: có hệ thống siêu thị cỡ nhỏ hơn của Real. Tới năm 2005, toàn bộ 443 cửa hàng đều ở Đức.
  - Media Markt và Saturn: Media Markt là công ty thiết bị điện tử dân dụng có cửa hàng ở Đức và vài nước Châu Âu khác. Saturn là hệ thống bán hàng điện tử giải trí cũng có cửa hàng ở Đức và một số nước châu Âu.
  - Geleria Kaufhof: hệ thống cửa hàng bán đồ gia dụng ở Đức và Bỉ.

## Hiện diện ở các châu lục

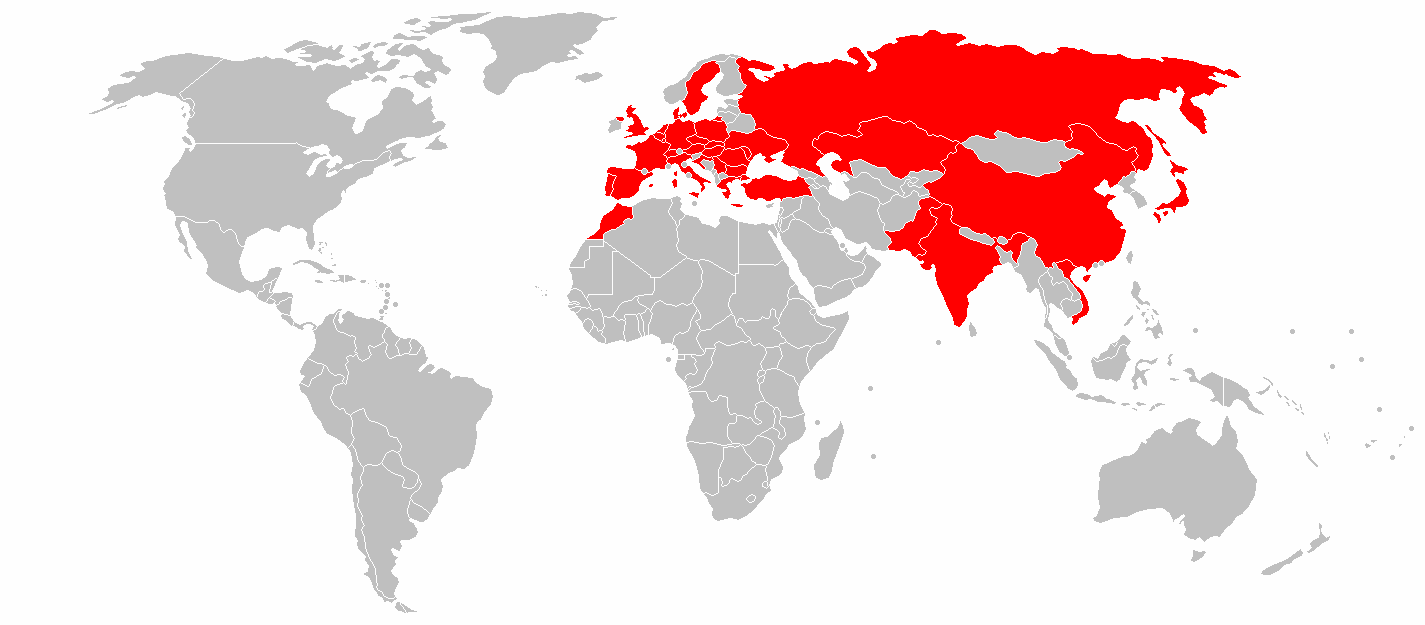
Các nước Metro đã có mặt

Tính tới đầu năm 2007, METRO có cửa hàng ở:
- Châu Âu: 26 nước (phần lớn các nước Tây Âu và Bắc Âu)
- Châu Á: Trung Quốc, Pakistan, Ấn Độ, Nhật Bản, Kazakhstan, và Việt Nam.

## Tình hình tài chính
Năm 2003, METRO đạt tổng doanh thu gần 54 tỷ Euro. Lợi nhuận trước thuế 817 triệu Euro, lợi nhuận sau thuế 496 triệu Euro. Những năm đầu thế kỷ, METRO có mức tăng trưởng thấp hơn các hãng bán buôn, bán lẻ toàn cầu khác, chủ yếu là do tình hình kinh tế Đức không mấy sáng sủa.
Năm 2016 Metro Việt Nam đã được bán lại cho đối tác kinh doanh Thái Lan

## Hệ thống siêu thi tại Việt Nam
Dưới đây là danh sách hệ thống siêu thị Metro cũ tại Việt Nam. Năm 2016, hệ thống này được bán lại cho Thai Charoen Corporation (TCC) Group và đổi tên thành MM Mega Market
| STT | Tên trung tâm                | Địa chỉ                                                    | Khai trương |
| --- | ---------------------------- | ---------------------------------------------------------- | ----------- |
| 1   | MM Mega Market Hạ Long       | Phường Hà Tu, thành phố Hạ Long, tỉnh Quảng Ninh           |             |
| 2   | MM Mega Market Hồng Bàng     | Phường Sở Dầu, quận Hồng Bàng, thành phố Hải Phòng         |             |
| 3   | MM Mega Market Hà Đông       | Phường Hà Cầu, quận Hà Đông, thành phố Hà Nội              |             |
| 4   | MM Mega Market Hoàng Mai     | Phường Yên Sở, quận Hoàng Mai, thành phố Hà Nội            |             |
| 5   | MM Mega Market Thăng Long    | Phường Cổ Nhuế 1, quận Bắc Từ Liêm, thành phố Hà Nội       |             |
| 6   | MM Supermarket Thanh Xuân    | Phường Phương Liệt, quận Thanh Xuân, thành phố Hà Nội      |             |
| 7   | MM Mega Market Vinh          | Phường Bến Thủy, thành phố Vinh, tỉnh Nghệ An              |             |
| 8   | MM Depot Sapa                | Phường Hàm Rồng, thị xã Sa Pa, tỉnh Lào Cai                |             |
| 9   | MM Mega Market Nha Trang     | Xã Vĩnh Trung, thành phố Nha Trang, tỉnh Khánh Hòa         |             |
| 10  | MM Mega Market Quy Nhơn      | Phường Ghềnh Ráng, thành phố Quy Nhơn, tỉnh Bình Định      |             |
| 11  | MM Mega Market Đà Nẵng       | Phường Hòa Cường Nam, quận Hải Châu, thành phố Đà Nẵng     |             |
| 12  | MM Mega Market Buôn Ma Thuột | Phường Tân An, thành phố Buôn Ma Thuột, tỉnh Đắk Lắk       |             |
| 13  | MM Depot Đà Lạt              | Xã Hiệp An, thành phố Đà Lạt, tỉnh Lâm Đồng                |             |
| 14  | MM Depot Phan Thiết          | Xã Hàm Thắng, huyện Hàm Thuận Bắc, tỉnh Bình Thuận         |             |
| 15  | MM Mega Market Vũng Tàu      | Phường 11, thành phố Vũng Tàu, tỉnh Bà Rịa - Vũng Tàu      |             |
| 16  | MM Mega Market Bình Dương    | Phường Phú Thọ, thành phố Thủ Dầu Một, tỉnh Bình Dương     |             |
| 17  | MM Mega Market Biên Hòa      | Phường Quang Vinh, thành phố Biên Hòa, tỉnh Đồng Nai       |             |
| 18  | MM Mega Market Hưng Lợi      | Phường Hưng Lợi, quận Ninh Kiều, thành phố Cần Thơ         |             |
| 19  | MM Mega Market Hiệp Phú      | Phường Tân Thới Hiệp, Quận 12, thành phố Hồ Chí Minh       |             |
| 20  | MM Mega Market Bình Phú      | Phường 11, Quận 6, thành phố Hồ Chí Minh                   |             |
| 21  | MM Mega Market An Phú        | Phường An Phú, thành phố Thủ Đức, thành phố Hồ Chí Minh    |             |
| 22  | MM Food Service Hưng Phú     | Phường Linh Đông, thành phố Thủ Đức, thành phố Hồ Chí Minh |             |
| 23  | MM Mega Market Rạch Giá      | Phường Vĩnh Bảo, thành phố Rạch Giá, tỉnh Kiên Giang       |             |
| 24  | MM Mega Market Long Xuyên    | Phường Mỹ Phước, thành phố Long Xuyên, tỉnh An Giang       |             |
| 25  | MM Depot Phú Quốc            | Xã Dương Tơ, thành phố Phú Quốc, tỉnh Kiên Giang           |             |
| 26  | MM Depot Thanh Hóa           |                                                            |             |
| 27  | MM Depot Đồng Hới            | Xã Lộc Ninh, thành phố Đồng Hới, tỉnh Quảng Bình           |             |